# Лапін Сергій Юрійович
Сергій Юрійович Лапін (нар.. 14 травня 1962, Горьковська область, РРФСР, СРСР) — український тренер з боксу. Заслужений тренер України.

## Біографія
Народився 14 травня 1962 року в Горьковській області. Деякий час проживав у Дзержинську. У 1989 році Лапін переїхав до Криму, проживав у селі Ромашкине Сакського району, а працював у відділенні боксу Євпаторійської ДЮСШ. Пізніше, Лапін відкрив секцію боксу в Сімферополі.
Працював тренером у спортивному клубі «Таврія». З 2001 по 2014 роки — тренер-викладач Кримської республіканської школи вищої спортивної майстерності та тренер спортивного клубу «Перший раунд» у Сімферополі.
Серед його вихованців — боксери Сергій Доценко (срібний призер Олімпійських ігор 2000 року), Олександр Усик (Олімпійський чемпіон 2012 року) і Ботіржон Ахмедов (учасник Олімпійських ігор 2016). Під керівництвом Лапіна Усик зумів завоювати бронзову нагороду чемпіонату Європи 2006 року в Болгарії.
Закінчив Запорізький національний університет у 2010 році.
Лапін також є старшим тренером юніорів в збірній Криму.
У 2015 році він заснував «Академію боксу імені С. Ю. Лапіна» в Сімферополі.

## Сім'я
Старший син — Сергій Лапін (народився в 1988 році). Чемпіон України з боксу. Майстер спорту України міжнародного класу.
Молодший син — Даніель Лапін (народився в 1997 році). Виступає в напівважкій вазі . Майстер спорту.

## Нагороди та звання
- Заслужений тренер України
- Заслужений працівник фізичної культури і спорту України[14]
- Заслужений працівник фізичної культури і спорту Автономної Республіки Крим (2011)[15]